# Филипп (Кутуфас)
Епископ Филипп Куту́фас (англ. Bishop Philip Koutoufas, греч. Επίσκοπος Φίλιππος Κουτουφάς; 23 февраля 1929, Lixouri Kefalonia — 29 декабря 1995) — епископ Константинопольской православной церкви, епископ Атлантский.

## Биография
В 1954 году окончил богословский факультет Афинского университета.
Перешёл в клир Архиепископии Северной и Южной Америки. В 1960 году архиепископом Американским Иаковом (Кукузисом) рукоположён в сан священника. В 1961 году архиепископом Иаковом был возведён в сан архимандрита.
В течение 10 лет служил на приходе святого Герасима на Манхэттене. В это же время он обучался в докторантуре в Бриджпортском университете, штат Коннектикут, и Университете Адельфи на Гарден-Сити, Лонг-Айленд.
В феврале 1973 года назначен настоятелем Крестовоздвиженской церкви в Бельмонте. Приход включал в себя территорию от Сан-Бруно до Сан-Хосе.
1 августа 1982 года был хиротонисан в титулярного епископа Дафнусийского, викария Американской архиепископии.
2 апреля 1992 года был избран епископом Атлантским.
Скончался 29 декабря 1995 года. Похоронен на Кейсеркиллском кладбище, округ Скохари, штат Нью-Йорк.